# Gheorghe Arsenescu
Gheorghe Arsenescu (ur. 31 maja 1907 w Câmpulung, zm. 29 maja 1962 w więzieniu Jilava w Bukareszcie) – rumuński wojskowy (podpułkownik), w okresie powojennym dowódca antykomunistycznego oddziału partyzanckiego Haiducii Muscelului.
Ukończył liceum "Dinicu Golescu" w Câmpulung, zaś w 1924 roku szkołę wojskową. Służył w 20 Dywizji Górskiej, dochodząc do funkcji szefa wydziału operacyjnego sztabu dywizji. Brał udział w walkach z Armią Czerwoną na froncie wschodnim. W 1942 został ranny na Krymie. Był odznaczony Orderem Gwiazdy Rumunii i medalem niemieckim. Po wyleczeniu został przewodniczącym wojskowej komisji powiatowej w powiecie Muscel w Rumunii. W marcu 1947 usunięto go z armii w stopniu podpułkownika. Zimą 1948 roku sformował w rejonie Câmpulung-Dragoslavele w południowej części Gór Fogaraskich kilkudziesięcioosobowy antykomunistyczny oddział partyzancki. Jesienią tego roku rozpuścił go, udając się do Bukaresztu. Tam w styczniu 1949 spotkał się z por. Tomą Arnăuțoiu, z którym w marcu tego roku przybyli do wsi Nucșoara, organizując 16-osobowy oddział partyzancki pod nazwą Haiducii Muscelului. 1 lutego 1961 roku został schwytany przez funkcjonariuszy Securitate. Po brutalnym śledztwie skazano go na karę śmierci, wykonaną 29 maja 1962 roku w więzieniu Jilava w Bukareszcie.